# Peradayan Forest Reserve
Peradayan Forest Reserve (pl. Rezerwat Leśny Peradayan) – leśny obszar chroniony położony w dystrykcie Temburong we wschodnim Brunei. Znajduje się około 15 km na wschód od Bangar, przy drodze do Labu oraz 7 km od miejscowości Kampong Labut.
Na terenie Peradayan Forest Reserve znajdują się dwa bliźniacze wzgórza: Bukit Peradayan o wysokości 410 m n.p.m. oraz Bukit Patoi o wysokości 310 m n.p.m. Na skalistym wierzchołku tego drugiego znajduje się skalna platforma służąca za punkt widokowy i lądowisko dla helikopterów. Obszar posiada unikalne cechy geologiczne, z kilkoma nietypowymi jaskiniami i formacjami skalnymi oraz bogactwo dzikich roślin i zwierząt. Występują m.in. jeleniowate z rodzaju Muntiacus, zwane tutaj kijang.
Na terenie Peradayan Forest Reserve wydzielony został park rekreacyjny o powierzchni 1,07 ha, a w nim stoły piknikowe oraz 1,6 km leśnych szlaków turystycznych, prowadzących przez wzgórza i jaskinie, których przejście zajmuje ok. 2 godzin.
W ramach międzynarodowego programu Heart of Borneo planowane jest przekształcenie Pandarayan Forest Reserve w obszar ochrony ścisłej: Peradayan Nature Reserve.